# 古代ギリシア小説
古代ギリシアの小説は、5作品が古典古代から完全な形で残っている。
1. カリトン（英語版）『カイレアスとカッリロエ（英語版）』 (1世紀中頃)
2. アキレウス・タティウス『レウキッペとクレイトポン（英語版）』 (2世紀初頭)
3. ロンゴス『ダフニスとクロエ』(2世紀)
4. エペソスのクセノポン『エペソス物語（英語版）』 (2世紀末)
5. エメサのヘリオドロス『エティオピア物語（英語版）』 (3世紀)

これらは出土したパピルスや、引用による多くの断片や、後のビザンティンの僧侶ポティオスによる要約なども残っている。著者不詳の『Metiochus and Parthenope』はウンスリーの詩によって忠実にペルシア語に翻訳されることによって保存されてきたと考えられる。古代ギリシアの小説は、そのジャンルとして1世紀に始まり、最初の4世紀の間繁栄した。それはローマ帝国の産物であるといえる。ギリシア小説と、ペトロニウスやアプレイウスなどラテン小説の正確な関係は論争中であるが、ローマ人著作家達はギリシア小説による影響や広がりに気づいていたと多くの研究者は考えている。
現在に残った小説の題材は、比較的従来からあるもので、若くて美しく高潔な、ごく一般的なカップルの異性への願いを満たす、というもので、画一性と倫理性という印象は、後世のために複製を作る決意をした後のキリスト教徒により創作された幻想であるのかもしれない。ロリアヌス（『Phoenician Tales』の作者）や イアンブリコスのような、その作品が失われた作家達は、はるかに実験的で（後世のキリスト教徒にとっては）身の毛もよだつような内容だったようだ。であるから、現在に残っているテキストは（クセノポンの「エペソス物語」を例外とする議論はあるものの）多大に洗練され、抑制的な性格を持ち、語り部的であり、 間テクスト性を備えている。
多くの学者は残った5つの小説は、当時このジャンルには名称が存在しなかった自由な内容を書けるジャンルだったとしても、一貫性をもっているという点で一致している。現代文学批評は、通常、小説の議論から古典作品の拡張された散文物語を除外している。5つのロマンチック小説と、ルキアノスの『本当の物語』や『アレキサンダー・ロマンス』、『イソップ物語』など、その他のギリシア人の散文フィクションの間の区別がつき難いためである。
古代ギリシアの小説家の影響は、ムーサイオス『ヘーローとレアンドロス』、ノンノス『ディオニューソス譚』、プロコピウス、ビザンティン小説やビザンティン史文献などに顕れている。ルネサンス期のフランス人翻訳家ジャック・アミヨ（1513-93年）の翻訳業は大きく称えられ、彼らは現代欧州で再発見され、現代小説の形式、特にロマンスの多様性に影響力のある役割を演じている。

## 関連文献
- Hägg, T. (1983), The Novel in Antiquity, Berkeley, ISBN 0-520-07638-9.
- G. Schmeling ed. The Novel in the Ancient World, 2nd ed. (Leiden: Brill, 2003)
- T. Whitmarsh ed. The Cambridge Companion to the Greek and Roman Novel (Cambridge:Cambridge University Press, 2008)